# Zianiden

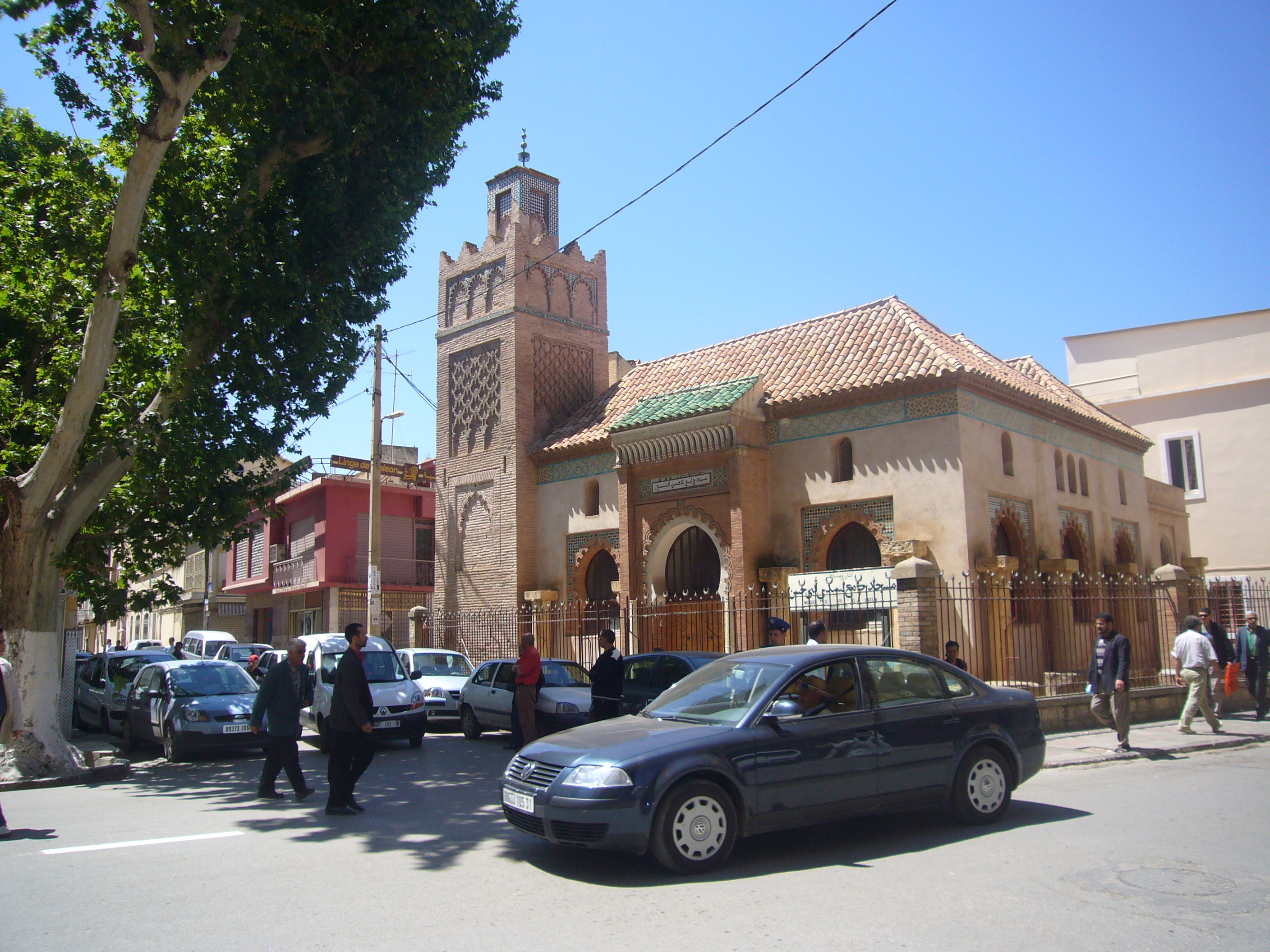
Moskee van Tlemcen, door de Zianiden gebouwd in 1296

De Zianiden of Ait Zian waren een Berberse dynastie dat deel uitmaakte van de Zenata Confederatie. Zij heerste van 1235 tot 1556 heerste over een gebied dat ruwweg overeenkomt met het tegenwoordige Algerije. De Zianiden hadden Tlemcen als hoofdstad. De dynastie dankt haar naam aan Yaghmurasen ibn Zian, de stichter van het koninkrijk.

## Geschiedenis

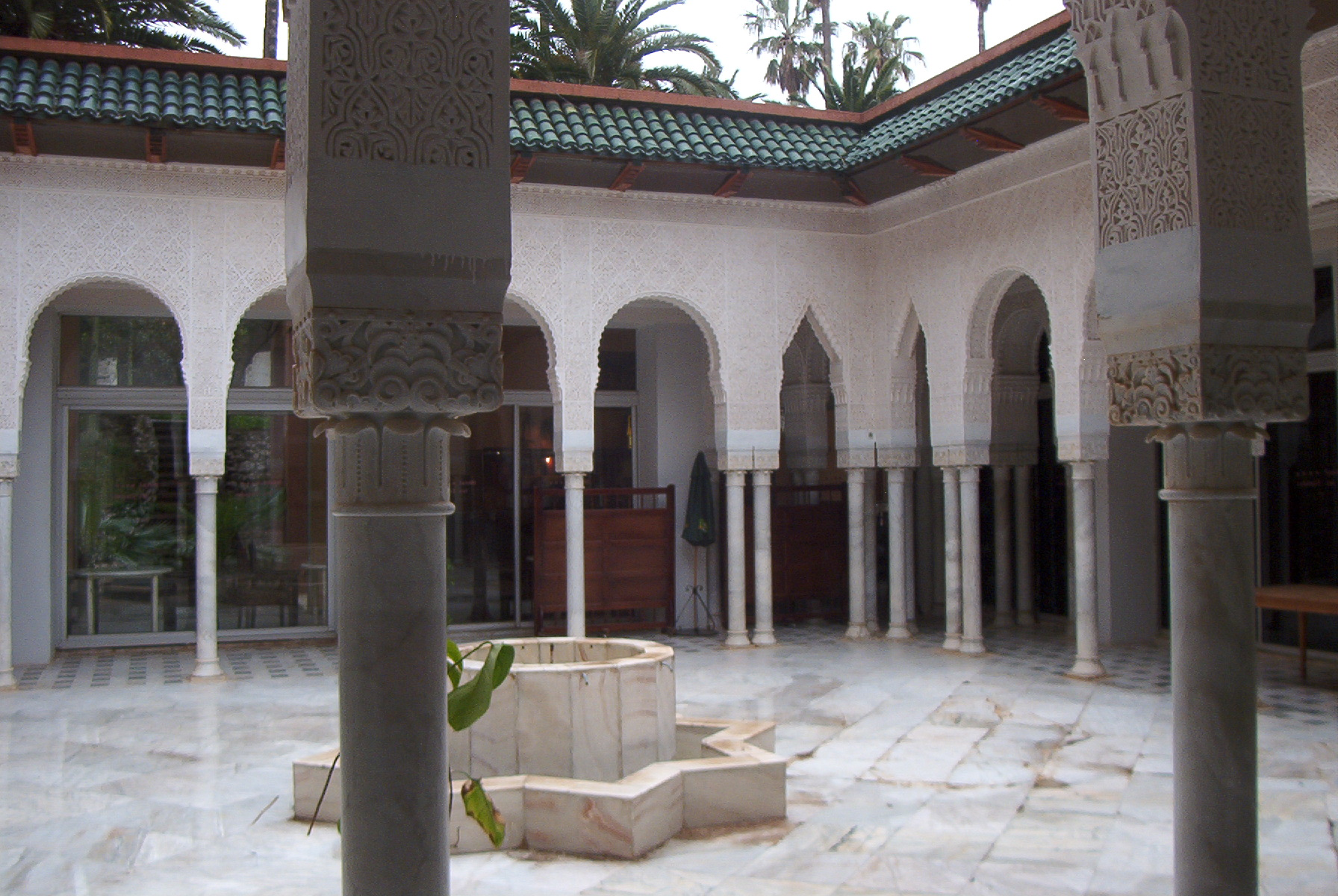
Binnenhof van een paleis in Tlemcen, gebouwd door de Zianiden

Het rijk kwam tot stand in de tijd dat de Berberse moslimdynastie de Almohaden sterk waren verzwakt door interne strijd. Eerst verklaarden de Hafsiden van Tunis zich onafhankelijk. Niet lang daarna veroverden de Meriniden Marrakech en maakten daarmee een einde aan de Almohaden. Met de verdeling van de Maghreb in drie staten werd een lijn gevolgd die begon in de oudheid. Daarin waren de plaatselijke Berberstaten op een soortgelijke wijze verdeeld: Mauretanië in Marokko, West- en Oost-Numidië ten oosten daarvan.
Door de centrale ligging van Zianiden in de Maghreb, ingeklemd tussen twee veel machtigere staten, speelde het een grote rol in de strijd tussen de beide buurlanden. Het rijk werd twee maal voor een korte periode bezet door de Meriniden (van 1337 tot 1348 en van 1352 tot 1359) en was gedurende de 15e eeuw een vazalstaat van de Hafsiden. Desondanks kon het ruim 3 eeuwen lang zelfstandig blijven en zich ontwikkelen tot een welvarende staat.   
Om de Arabische nomadenstammen in de regio onder controle te krijgen werden deze opgenomen in het leger van Zianiden. Het leger stond voor een ander belangrijk deel uit christelijke soldaten. Gedurende hun bewind zou de Berberse massa nooit in opstand komen en het lijkt er ook op dat zij zeer geliefd waren bij het volk. Door hun militair defensieve karakter waren de Zianiden in staat om grote investeringen te doen in infrastructuur, cultuur en wetenschap.
Brosselard, een Franse geschiedschrijver, beschreef ze als 'de meest beschaafde beschaving van haar tijd' : 
« Zij lieten een helder spoor achter van hun heerschappij, gekenmerkt door hun ondernemerschap, hun ridderlijke dapperheid in de  strijd, hun bekwaamheid in het drijven van politiek, hun tolerantie en genereuze bescherming van de handel, wetenschap, kunsten en letteren. Wat bovenal in het oog springt, is de koppigheid waarmee zij een visie najaagden van een autonome en georganiseerde staat in hun gebieden. » 
Een enorme hoeveelheid aan bouwwerken zijn door hen achtergelaten, waarvan een groot aantal vernietigd of beschadigd zijn ten tijde van de Franse kolonisatie. Het El Mechouar-paleis bleef evenwel gespaard. Net als de Meriniden en Hafsiden waren zij in hun architecturale stijl sterk beïnvloed door die van de Almohaden.
Het rijk werd in 1556 veroverd door het Turkse Ottomaanse Rijk. Met hun val zou definitief een einde komen aan een lange periode waarin Berbers heersten over de Maghreb. In Marokko waren de Berberse Wattasiden eerder afgezet door de Arabische Saadidynastie, terwijl de rest van de Maghreb eeuwen onder Turks beheer zou komen.

## Lijst van heersers
- Yaghmurasen ibn Zyan (1236–1283) of Abu Yahya I bin Zayyan (1236–1283)
- Abu Said Uthman I (1283–1303) (zoon van de vorige) of Othmane Ibn Yaghmoracen (1283–1304)
- Abu Zayyan I (1303–1308) (zoon van de vorige)
- Abu Hammu I (1308–1318) (broer van de vorige)
- Abu Tashufin I (1318–1337) (zoon van de vorige)

Eerste Merinide verovering (1337–1348) (Merinide heerser was Abu al-Hasan Ali)
- Abu Said Uthman II (1348–1352) (zoon van Abu Tashufin I)
- Abu Thabid I (associate) (1348–1352) (broer van Abu Said Uthman II)

Tweede Merenide verovering (1352–1359) (Merinide heerser was Abu Inan)
- Abu Hammu II Musa, heerste in 1359–1360, 1360–1370, 1372–1383, 1384–1387, 1387–1389 (broer van Abu Said Uthman II). Expeditie naar Bugia verslagen, 1366
- Abu Zayyan Muhammad II ibn Uthman, heerste in 1360, 1370–1372, 1383–1384 en 1387 gedurende periode dat Abu Hammu II aan de macht was.
- Abu Tashufin II (1389–1393) (zoon van Abu Hammu I)
- Abu Thabid II (1393) (zoon van Abu Tashufin I)
- Abul Hadjdjadj I (1393–1394) (broer van de vorige)
- Abu Zayyan II (1394–1399) (broer van de vorige)
- Abu Muh I (1399–1401) (broer van de vorige)
- Abu Abdallah I (1401–1411) (broer van de vorige)
- Abd er Rahman I bin Abu Muh (1411) (zoon van Abu Muh I)
- Said I bin Abu Tashufin (1411) (broer van Abu Muh I)
- Abu Malek I (1411–1423) (broer van Said I)
- Abu Abdallah II (1423–1427) (zoon van Abd er Rahman I)

Burgeroorlog (1427–1429)
- Abu Abdallah II (tweede keer) (1429–1430)
- Abu Abbas Ahmad I (1430–1461) (zoon van Abu Thabit II)
- Abu Abdallah III (1461–1468)  (zoon van de vorige)
- Abu Tashufin III (1468) (zoon van de vorige)
- Abu Abdallah IV (1468–1504) (broer van de vorige)
- Abu Abdallah V (1504–1517) (zoon van de vorige)
- Abu Hammu III (1517–1527) (zoon van Abu Abbas Ahmad)
- Abu Muh II (1527–1540) (broer van de vorige)
- Abu Abdallah VI (1540) (zoon van de vorige)
- Abu Zayyan III (1540–1543) (broer van de vorige)

Saadi verovering (1543–1544)
- Abu Zayyan III (tweede keer) (1544–1550)
- Al Hassan ben Abu Muh (1550–1556) (broer van de vorige)

## Trivia
De Zianiden worden in het Spaans Abdalwadíes genoemd.